# Bruce Gaitsch
Bruce R. Gaitsch (Chicago, 7 febbraio 1953) è un chitarrista, compositore e produttore discografico statunitense. È noto principalmente per le sue collaborazioni con musicisti come Richard Marx, Chicago, Peter Cetera, Madonna, Agnetha Fältskog e altri per cui ha lavorato sia come musicista che autore. Gaitsch ha co-scritto il singolo di successo  La Isla Bonita di Madonna, che ha raggiunto il primo posto in diverse classifiche nel mondo e ha permesso a Gaitsch di ricevere un premio dalla American Society of Composers, Authors and Publishers nel 1987.

## Discografia

### Album solisti
- 1995 – A Lyre in a Windstorm
- 1997 – Aphasia
- 2002 – Nova
- 2003 – One on One (con Janey Clewer)
- 2003 – Countertale (con Tommy Denander)
- 2006 – Nightingale
- 2006 – Sincerely

### Collaborazioni
- 1977 – Jim Peterik – Don't Fight the Feeling
- 1984 – Barbra Streisand – Emotion
- 1984 – Evelyn "Champagne" King – So Romantic
- 1985 – Evelyn "Champagne" King – A Long Time Coming
- 1986 – Pauli Carman – Dial My Number
- 1986 – Madonna – True Blue
- 1987 – Timothy B. Schmit – Timothy B.
- 1987 – Richie Havens – Simple Things
- 1987 – Richard Marx – Richard Marx
- 1987 – Martha Davis – Policy
- 1987 – Jody Watley – Jody Watley
- 1988 – Gary Wright – Who I Am
- 1988 – Nick Kamen – Us
- 1988 – Glenn Frey – Soul Searchin'
- 1988 – Peter Cetera – One More Story
- 1988 - Kansas - In the Spirit of Things
- 1988 – Julio Iglesias – Non Stop
- 1988 – Agnetha Fältskog – I Stand Alone
- 1989 – Richard Marx – Repeat Offender
- 1989 – Julian Lennon – Mr. Jordan
- 1989 – Madonna – Like A Prayer
- 1989 – Poco – Legacy
- 1990 – Timothy B. Schmit – Tell Me The Truth
- 1990 – Glenn Medeiros – Glenn Medeiros
- 1990 – Marc Jordan – C.O.W.
- 1991 – Richard Marx – Rush Street
- 1991 – Tommy Page – From The Heart
- 1992 – Peter Cetera – World Falling Down
- 1992 – Freddie Jackson – Time For Love
- 1992 – Céline Dion – Celine Dion
- 1992 – Bill Champlin – Burning The House Down
- 1992 – Restless Heart – Big Iron Horses
- 1992 – Roger Waters – Amused to Death
- 1993 – Jay Graydon – Airplay for the Planet
- 1994 – Ednita Nazario – Pasiones
- 1994 – Richard Marx – Paid Vacation
- 1995 – Dionne Farris – Wild Seed – Wild Flower
- 1995 – Mark Winkler – Tales From Hollywood
- 1995 – Peter Cetera – One Clear Voice
- 1995 – Chicago – Night & Day: Big Band
- 1995 – Sheena Easton – My Cherie
- 1995 – Michael W. Smith – I'll Lead You Home
- 1995 – Bill Champlin – He Started To Sing
- 1996 – Tamara Champlin – You Won't Get To Heaven Alive
- 1996 – Bill Champlin – Through It All
- 1996 – 4Him – The Message
- 1996 – Fee Waybill – Don't Be Scared by These Hands
- 1996 – Amy Sky – Cool Rain
- 1997 – Amy Morriss – Within The Sound of Your Voice
- 1997 – Lara Fabian – Pure
- 1997 – Richard Marx – Flesh and Bone
- 1998 – Deborah Franco – Deborah Franco
- 1999 – Yolanda Adams – Mountain High...Valley Low
- 2000 – Wayne Watson – Wayne Watson
- 2000 – Kenny Rogers – There You Go Again
- 2000 – Elton John – The Road to Eldorado Soundtrack
- 2000 – Tammy Trent – Set You Free
- 2000 – Richard Marx – Days in Avalon
- 2000 – Gladys Knight – At Last
- 2001 – Kelly Keagy – Time Passes
- 2001 – Elton John – Songs from the West Coast
- 2001 – Jim Brickman – Simple Things
- 2001 – Hanne Boel – My Kindred Sprit
- 2001 – Peter Cetera – Another Perfect World
- 2001 – Charlotte Church – Enchantment
- 2002 – Jim Brickman – Valentine
- 2003 – Amy Grant Simple Things
- 2003 – Rodney Atkins – Honesty
- 2004 – Joshua Payne – Your Love, My Home
- 2004 – Peter Cetera – You Just Gotta Love Christmas
- 2004 – Bebo Norman – Try
- 2004 – Richard Marx – My Own Best Enemy
- 2004 – Joe Cocker – Heart & Soul
- 2004 – Michael W. Smith – Healing Rain
- 2005 – Peter Cetera – Faithfully
- 2005 – Cy Curnin – Mayfly
- 2006 – Michael W. Smith – Stand
- 2006 – Kelly Keagy – I'm Alive
- 2007 – Michael Paige – Michael Paige
- 2008 – Richard Marx – Sundown
- 2008 – Bill Champlin – No Place Left to Fall
- 2009 – Adele Morgan – This One Life
- 2011 – George Canyon – Better Be Home Soon
- 2011 – Richard Marx – Stories to Tell
- 2011 – Lionville – Lionville
- 2012 – Harry Shearer – Can't Take A Hint
- 2013 – Fergie Frederiksen – Any Given Moment
- 2013 – Lara Fabian – Le Secret
- 2014 – Waylon – Heaven After Midnight
- 2014 – Richard Marx – Beautiful Goodbye